# Vladimir Barskij
Vladimir Grigor'evič Barskij (15 marzo 1866 – Mosca, 24 gennaio 1936) è stato un attore e regista sovietico.

## Filmografia parziale

### Attore
- La corazzata Potëmkin (1925)
- Torgovcy slavoj (1929)